# مستقبل تحولي
المستقبل التحولي أو المستقبل المنشط للإنزيمات (بالإنجليزية: Metabotropic receptor)‏ هو نوع من المستقبلات الغشائية في خلايا حقيقيات النوى تعمل عبر رسول ثانٍ، ويمكن أن تتواجد على سطح الخلية أو في حويصلات.
بناء على خصائصها البنيوية والوظيفية، يمكن تصنيف مستقبلات النواقل العصبية إلى فئتين كبيرتين: مستقبلات أيونوتروبية ومستقبلات تحولية. تشكل المستقبلات الأيونوتروبية مسامات قنوات أيونية. في المقابل، المستقبلات التحولية مرتبطة بشكل غير مباشر بقنوات أيونية على الغشاء البلازمي للخلية عبر آليات توصيل الإشارة، غالبا ما تكون بروتينات ج. وعليه المستقبلات المقترنة بالبروتين ج في الأصل تحولية. من الأمثلة الأخرى على المستقبلات التحولية: مستقبلات كيناز التيروزين ومحلقة الغوانيلات.
يُنشَّط كلا نوعي المستقبلات بواسطة ناقل عصبي مخصص. حين يُنشَّط مستقبل أيونوتروبي، فإنه يقوم بفتح قناة أيونية والسماح لأيونات مثل Na+، K+ أو Cl− بالتدفق. في المقابل حين يُنشَّط المستقبل التحولي فإنه يُحدِث تسلسلا من الأحداث داخل الخلية التي يمكن أن ينتج عنها فتح قنوات أيونية أيضا أو أحداث داخل خلوية أخرى، لكنها تتم بواسطة مجموعة من الرسل الثواني الكيميائية.

## الوظيفة
ربائط المستقبلات التحولية هي نواقل عصبية، ترتبط هذه النواقل العصبية بالمستقبلات وتبدأ تسلسلات من الأحداث يمكن أن تقود إلى فتح قناة أيونية أو تأثيرات خلوية أخرى. حين ترتبط الربيطة (الناقل العصبي) بالمستقبل (الترجام، المحول) ينشط هذا الأخير مستجيبا أوليا عبر بروتين ج والذي يمكنه المضي لتنشيط مستجيبات ثوانٍ أو إحداث تأثيرات أخرى. بما أن فتح القنوات الأيونية بالمستقبلات التحولية يتطلب تنشيط عددٍ من الجزيئات، تستغرق القنوات المرتبطة بهذه المستقبلات وقتا أطول لتُفتَح من نظائرها المرتبطة بالمستقبلات الأيونوتروبية، ومنه فإن ليس لها دورا في الآليات التي تتطلب استجابات سريعة.:240 تبقى المستقبلات التحولية مفتوحة من عدة ثوانٍ إلى عدة دقائق.:250–1 وعليه فإن تأثيراتها تستمر أكثر من تأثيرات المستقبلات الأيونوتروبية التي تنفتح بسرعة لكنها لا تبقى مفتوحة سوى لعدة ميلي ثوانٍ. للمستقبلات الأيونية تأثير لا يتجاوز المنطقة المجاورة لها وللقناة التي تفتحها، بينما للمستقبلات التحولية تأثير أكثر انتشار عبر الخلية.
يمكن للمستقبلات التحولية فتح أو غلق القنوات في الغشاء الخلوي، ويمكنها جعل الغشاء أكثر استثارة عبر غلق قنوات K+ والحفاظ على الشحنة الموجبة داخل الخلية ومنه تخفيض كمية التيار الكهربائي الضرورية لإحداث جهد الفعل.:242–3 يمكن للمستقبلات التحولية على الغشاء قبل المشبكي تثبيط -أو بشكل أكثر ندرة- تسهيل تحرير الناقل العصبي من العصبون قبل المشبكي. هذه المستقبلات يمكن تصنيفها أكثر إلى مستقبلات كيناز التيروزين والمستقبلات المقترنة بالبروتين ج.:229